# Wielka Brytania na Zimowych Igrzyskach Olimpijskich 1972
Wielką Brytanię na Zimowych Igrzyskach Olimpijskich 1972 reprezentowało 37 zawodników: 30 mężczyzn i siedem kobiet. Był to jedenasty start reprezentacji Wielkiej Brytanii na zimowych igrzyskach olimpijskich.

## Skład kadry

### Biathlon
Mężczyźni
| Zawodnik                                               | Konkurencja         | czas biegu | Kary  | Łączny czas | Pozycja |
| ------------------------------------------------------ | ------------------- | ---------- | ----- | ----------- | ------- |
| Keith Oliver                                           | Bieg na 20 km       | 1:17:40,31 | 3:00  | 1:20:40,31  | 11.     |
| Jeffrey Stevens                                        | Bieg na 20 km       | 1:19:28,95 | 4:00  | 1:23:28,95  | 26.     |
| Alan Notley                                            | Bieg na 20 km       | 1:21:48,72 | 7:00  | 1:28:48,72  | 43.     |
| Malcolm Hirst                                          | Bieg na 20 km       | 1:20:55,59 | 14:00 | 1:34:55,59  | 53.     |
| Malcolm Hirst Keith Oliver Jeffrey Stevens Alan Notley | Sztafeta 4 × 7,5 km | 2:01:38,84 | 5     | 2:01:38,84  | 11.     |

### Biegi narciarskie
Mężczyźni
| Zawodnik       | Konkurencja   | czas       | Pozycja |
| -------------- | ------------- | ---------- | ------- |
| Terry Palliser | Bieg na 15 km | 54:11,98   | 59.     |
| Peter Strong   | Bieg na 15 km | 54:41,99   | 60.     |
| Harry Tobin    | Bieg na 15 km | 56:05,05   | 61.     |
| Keith Oliver   | Bieg na 30 km | 1:54:10,60 | 54.     |
| Terry Palliser | Bieg na 30 km | 1:54:39,41 | 55.     |

Kobiety
| Zawodnik       | Konkurencja   | czas     | Pozycja |
| -------------- | ------------- | -------- | ------- |
| Frances Lütken | Bieg na 5 km  | 19:40,17 | 42.     |
| Frances Lütken | Bieg na 10 km | 40:02,73 | 39.     |

### Bobsleje
Mężczyźni
| Osada  | Zawodnik                                            | Konkurencja | Ślizg 1 | Ślizg 2 | Ślizg 3 | Ślizg 4 | Łącznie | Pozycja |
| ------ | --------------------------------------------------- | ----------- | ------- | ------- | ------- | ------- | ------- | ------- |
| GBR-II | John Hammond Bill Sweet                             | Dwójki      | 1:18,09 | 1:18,18 | 1:15,71 | 1:14,98 | 5:06,96 | 17.     |
| GBR-II | John Evelyn Peter Clifford                          | Dwójki      | 1:18,60 | 1:17,23 | 1:15,80 | 1:17,38 | 5:09,01 | 20.     |
| GBR-II | John Hammond Jackie Price Alan Jones Peter Clifford | Czwórki     | 1:13,00 | 1:12,49 | 1:12,72 | 1:12,25 | 4:50,46 | 15.     |
| GBR-I  | John Evelyn Mike Freeman Gomer Lloyd Bill Sweet     | Czwórki     | 1:12,83 | 1:13,65 | 1:12,55 | 1:12,00 | 4:51,03 | 16.     |

### Łyżwiarstwo figurowe
| Zawodnik                       | Konkurencja   | Nota   | Pozycja |
| ------------------------------ | ------------- | ------ | ------- |
| Jean Scott                     | Solistki      | 2436,8 | 11.     |
| Haig Oundjian                  | Soliści       | 2538,8 | 7.      |
| John Curry                     | Soliści       | 2512,2 | 10.     |
| Linda Connolly Colin Taylforth | Pary sportowe | 360,6  | 14.     |

### Łyżwiarstwo szybkie
Mężczyźni
| Zawodnik      | Konkurencja   | Konkurencja   | Konkurencja    | Konkurencja    | Konkurencja    | Konkurencja    | Konkurencja      | Konkurencja      |
| Zawodnik      | Bieg na 500 m | Bieg na 500 m | Bieg na 1500 m | Bieg na 1500 m | Bieg na 5000 m | Bieg na 5000 m | Bieg na 10 000 m | Bieg na 10 000 m |
| Zawodnik      | Czas          | Miejsce       | Czas           | Miejsce        | Czas           | Miejsce        | Czas             | Miejsce          |
| ------------- | ------------- | ------------- | -------------- | -------------- | -------------- | -------------- | ---------------- | ---------------- |
| David Hampton | 42,59         | 24.           | 2:14,60        | 29.            | 8:07,85        | 22.            | 16:39,01         | 20.              |
| John Blewitt  |               |               | 2:18,96        | 37.            | 8:16,75        | 26.            | 16:51,50         | 23.              |

### Narciarstwo alpejskie
Mężczyźni
| Zawodnik           | Konkurencja | Konkurencja | Konkurencja                 | Konkurencja                 | Konkurencja                 | Konkurencja                 | Konkurencja                 | Konkurencja                 | Konkurencja                 | Konkurencja                 |
| Zawodnik           | Zjazd       | Zjazd       | Slalom gigant               | Slalom gigant               | Slalom gigant               | Slalom gigant               | Slalom specjalny            | Slalom specjalny            | Slalom specjalny            | Slalom specjalny            |
| Zawodnik           | Czas        | Pozycja     | Czas 1-go przejazdu         | Czas 2-go przejazdu         | Czas łączny                 | Pozycje                     | Czas 1-go przejazdu         | Czas 2-go przejazdu         | Czas łączny                 | Pozycja                     |
| ------------------ | ----------- | ----------- | --------------------------- | --------------------------- | --------------------------- | --------------------------- | --------------------------- | --------------------------- | --------------------------- | --------------------------- |
| Royston Varley     | 1:58,53     | 33.         | Nie ukończył konkurencji    | Nie ukończył konkurencji    | Nie ukończył konkurencji    | Nie ukończył konkurencji    | 1:06,31                     | 1:01,54                     | 2:07,85                     | 26.                         |
| Alex Mapelli-Mozzi | 2:00,28     | 37.         | Dyskwalifikacja             | Nie ukończył konkurencji    | Nie ukończył konkurencji    | Nie ukończył konkurencji    | Nie ukończył 1-go przejazdu | Nie ukończył 1-go przejazdu | Nie ukończył 1-go przejazdu | Nie ukończył 1-go przejazdu |
| Konrad Bartelski   | 2:02,71     | 43.         | Nie ukończył 1-go przejazdu | Nie ukończył 1-go przejazdu | Nie ukończył 1-go przejazdu | Nie ukończył 1-go przejazdu | Nie ukończył 1-go przejazdu | Nie ukończył 1-go przejazdu | Nie ukończył 1-go przejazdu | Nie ukończył 1-go przejazdu |
| Iain Finlayson     | 2:06,50     | 50.         | 1:45,88                     | Nie ukończył 2-go przejazdu | Nie ukończył 2-go przejazdu | Nie ukończył 2-go przejazdu | 1:06,86                     | 1:03,69                     | 2:10,55                     | 28.                         |

Kobiety
| Zawodniczka      | Konkurencja | Konkurencja | Konkurencja   | Konkurencja   | Konkurencja                  | Konkurencja                  | Konkurencja                  | Konkurencja                  |
| Zawodniczka      | Zjazd       | Zjazd       | Slalom gigant | Slalom gigant | Slalom specjalny             | Slalom specjalny             | Slalom specjalny             | Slalom specjalny             |
| Zawodniczka      | Czas        | Pozycja     | Czas          | Pozycja       | Czas 1-go przejazdu          | Czas 2-go przejazdu          | Czas łączny                  | Pozycja                      |
| ---------------- | ----------- | ----------- | ------------- | ------------- | ---------------------------- | ---------------------------- | ---------------------------- | ---------------------------- |
| Valentina Iliffe | 1:41,36     | 23.         | 1:36,68       | 26.           | Nie ukończyła 1-go przejazdu | Nie ukończyła 1-go przejazdu | Nie ukończyła 1-go przejazdu | Nie ukończyła 1-go przejazdu |
| Gina Hathorn     | 1:41,42     | 25.         | 1:33,57       | 14.           | 48,72                        | 47,46                        | 1:36,18                      | 11.                          |
| Divina Galica    | 1:41,58     | 26.         | 1:32,72       | 7.            | 51,13                        | 49,37                        | 1:40,50                      | 15.                          |
| Carol Blackwood  | 1:44,61     | 38.         | 1:43,96       | 35.           | Nie ukończyła 1-go przejazdu | Nie ukończyła 1-go przejazdu | Nie ukończyła 1-go przejazdu | Nie ukończyła 1-go przejazdu |

### Saneczkarstwo
Mężczyźni
| Zawodnik                                   | Konkurencja | Ślizg 1 | Ślizg 2 | Ślizg 3 | Ślizg 4 | Łącznie | Pozycja |
| ------------------------------------------ | ----------- | ------- | ------- | ------- | ------- | ------- | ------- |
| Jonnie Woodall                             | Jedynki     | 55,11   | 55,21   | 54,78   | 55,05   | 3:40,15 | 34.     |
| Jeremy Palmer-Tomkinson                    | Jedynki     | 57,23   | 55,59   | 55,36   | 55,43   | 3:43,61 | 40.     |
| Richard Liversedge                         | Jedynki     | 57,38   | 57,08   | 55,71   | 56,32   | 3:46,49 | 42.     |
| Rupert Deen                                | Jedynki     | 59,21   | 59,65   | 58,10   | 58,58   | 3:55,54 | 43.     |
| Stephen Marsh Jonnie Woodall               | Dwójki      | 46,77   | 47,05   |         |         | 1:33,82 | 19.     |
| Michel de Carvalho Jeremy Palmer-Tomkinson | Dwójki      | 47,09   | 47,50   |         |         | 1:34,59 | 20.     |